# Плосколистка
Плосколистка (Homalia) — рід мохів родини некерових (Neckeraceae).